# Durchwachsenblättriger Bitterling
Der Durchwachsenblättrige Bitterling (Blackstonia perfoliata) ist eine Pflanzenart aus der Familie der Enziangewächse (Gentianaceae).

## Beschreibung

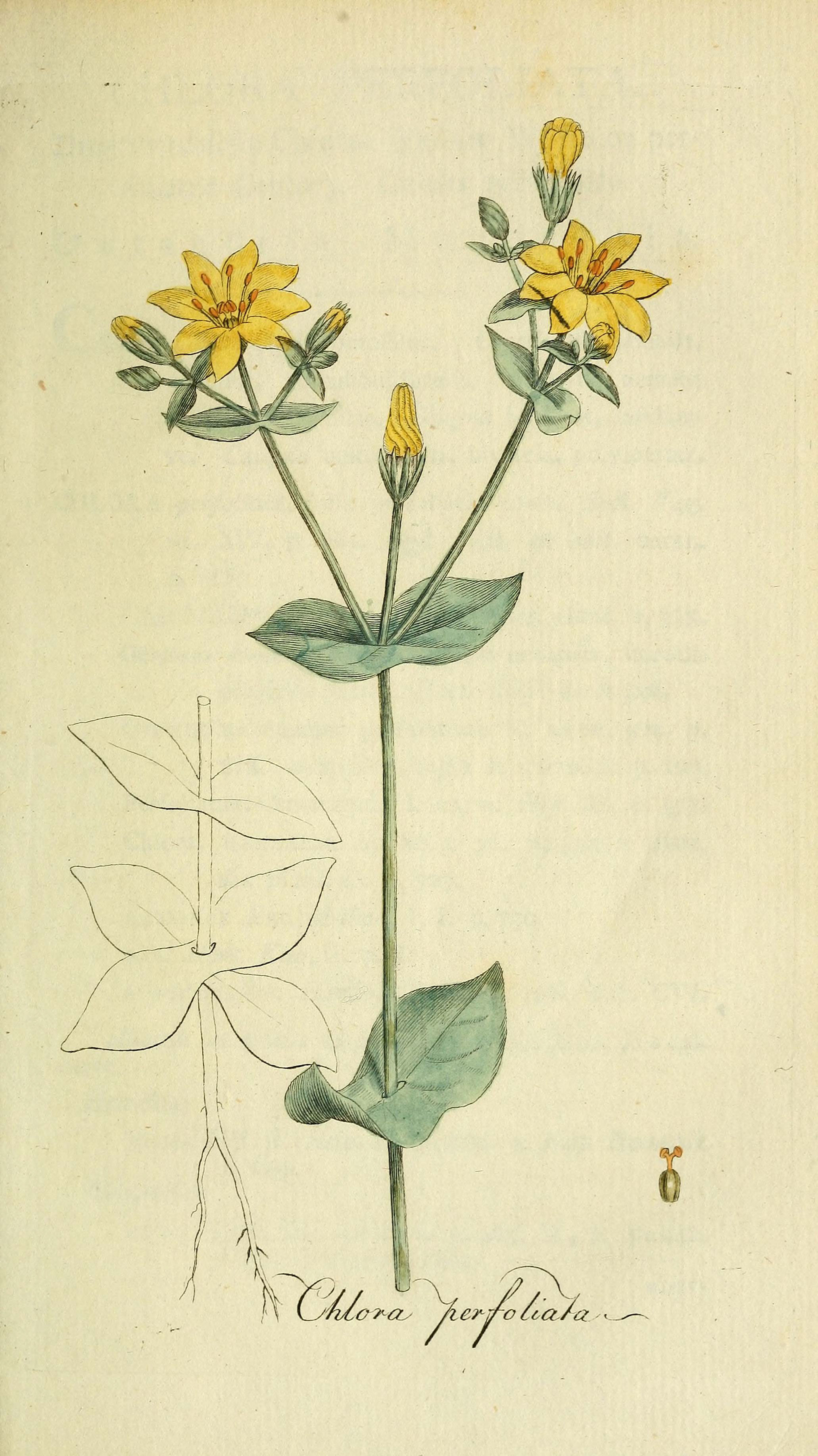
Illustration

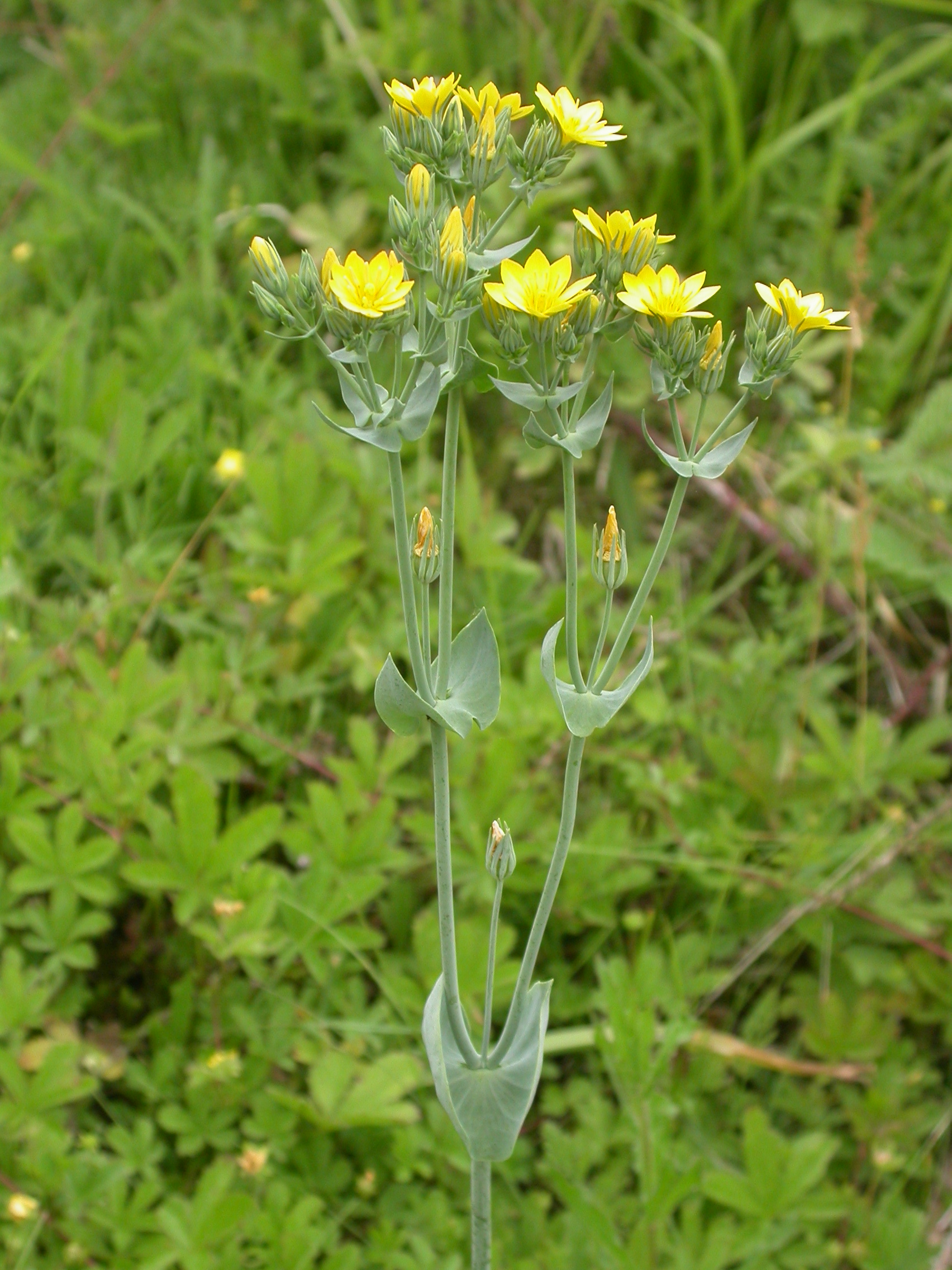
Blütenstand von Blackstonia perfoliata subsp. perfoliata

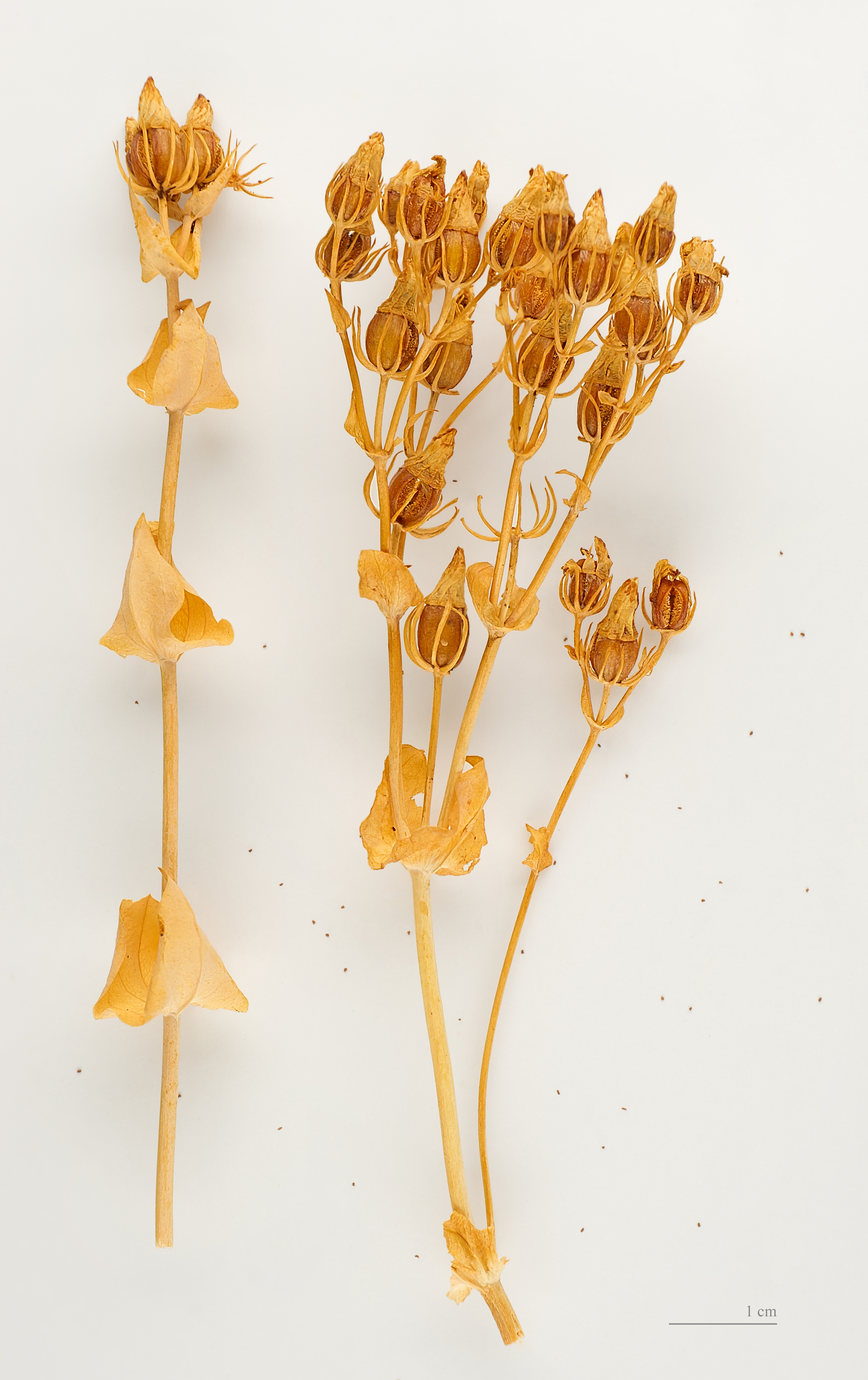
Kapselfrüchte

### Vegetative Merkmale
Der Durchwachsenblättrige Bitterling ist eine einjährige krautige Pflanze, die Wuchshöhen von 10 bis 60 Zentimetern erreicht. Die aufrechte, kahle Pflanze wächst einfach oder ist im Blütenstand verzweigt. Die stumpfen, eiförmigen Grundblätter bilden eine Rosette. Die gegenständig angeordneten und miteinander verwachsenen Stängelblätter sind eiförmig-dreieckig und spitz oder zugespitzt. Die oberen Stängelblätter sind an der Basis kaum verschmälert.

### Generative Merkmale
Die Blütezeit reicht von Mai bis September. Die zwittrigen Blüten sind dreizählig. Der Kelch ist tief in lineale, einnervige Abschnitte zerteilt. Die gelbe Krone ist 8 bis 15 Millimeter lang und besitzt eine kurze Röhre mit sechs bis acht ausgebreiteten Kronzipfeln. 
Die Chromosomenzahl beträgt 2n = 40; die Unterart Blackstonia perfoliata subsp. intermedia hat die Chromosomenzahl 2n = 20.

## Vorkommen
Der Durchwachsenblättrige Bitterling ist in West-, Mitteleuropa, dem Mittelmeerraum und Südwestasien verbreitet. Als Standort bevorzugt die wärmeliebende Art lückige Halbtrockenrasen, Wälder, Macchien und Wegränder. Sie kommt in Mitteleuropa vor allem im Mesobrometen mit Molinia arundinacea oder Gymnadenia conopsea vor; seltener auch im Erythraeo-Blackstonietum aus dem Verband Nanocyperion.

## Systematik
Man kann mehrere Unterarten unterscheiden:
- Blackstonia perfoliata (L.) Huds. subsp. perfoliata: Sie kommt in Nordafrika, in West-, Mittel-, Süd- und Osteuropa sowie in Vorderasien vor.[3] Die ökologischen Zeigerwerte nach Landolt et al. 2010 sind in der Schweiz für diese Unterart: Feuchtezahl F = 3+w+ (feucht aber stark wechselnd), Lichtzahl L = 4 (hell), Reaktionszahl R = 4 (neutral bis basisch), Temperaturzahl T = 4 (kollin), Nährstoffzahl N = 1 (sehr nährstoffarm), Kontinentalitätszahl K = 3 (subozeanisch bis subkontinental), Salztoleranz 1 = tolerant.[4]
- Blackstonia perfoliata subsp. grandiflora (Viv.) Maire: Sie kommt in Marokko, Algerien, Tunesien, Spanien, Sardinien, Korsika und Sizilien vor.[3]
- Blackstonia perfoliata subsp. imperfoliata (L. f.) Franco & Rocha Afonso: Sie kommt in Marokko, Tunesien, Portugal, Spanien, Frankreich, Italien, Sardinien, Korsika und Sizilien vor.[3]
- Blackstonia perfoliata subsp. intermedia (Ten.) Zeltner: Sie kommt in Marokko, Portugal, Spanien, Sardinien, Korsika, Sizilien, Malta, Italien, Griechenland, Kreta und Zypern vor.[3]
- Später Bitterling (Blackstonia perfoliata subsp. serotina (Rchb.) Vollm.): Sie wird von manchen Autoren auch als eigenständige Art angesehen: Blackstonia acuminata (W.D.J. Koch & Ziz) Domin[3] Sie kommt in Nordafrika, in Süd-, Mittel- und Osteuropa sowie in Vorderasien vor.[3]

## Inhaltsstoffe
Der Durchwachsene Bitterling enthält das Glycosid Gentiopikrin.